# Campli Usi
Campli Usi is een bestuurslaag in het regentschap Pidie van de provincie Atjeh, Indonesië. Campli Usi telt 370 inwoners (volkstelling 2010).